# L'ultimo capodanno
Pour plus de détails, voir Fiche technique et Distribution.
L'ultimo capodanno (littéralement « le dernier nouvel an ») est un film italien réalisé par Marco Risi, sorti en 1998.

## Synopsis
A quelques heures du réveillon du Nouvel An, dans la banlieue de Rome, une dizaine d'individus d'un condominium doivent faire à des événements tragi-comiques : - La fête d'une comtesse vieillissante est ruinée par l'équipe de football de la ville appartenant à son gigolo. - En s'habillant pour le dîner, la riche Guilia ( Monica Bellucci ) découvre la liaison de son mari avec sa meilleure amie et jure de se venger. - À côté, une famille prépare sa Dodge vintage pour une promenade dans les rues. - Une call-girl attache un avocat tandis que, à son insu, trois hommes attendent le bon moment pour s'introduire dans son bureau. - De l'autre côté du couloir, une femme prend des pilules dans une tentative de suicide solitaire. - Deux jeunes hommes se cachent dans une chambre pour fumer de la drogue; l'un d'eux a de la dynamite. À l'approche de minuit, chaque groupe se rapproche de la tragédie grotesque.

## Fiche technique
- Titre : L'ultimo capodanno
- Réalisation : Marco Risi
- Scénario : Marco Risi et Niccolò Ammaniti d'après la nouvelle de Niccolò Ammaniti
- Musique : Andrea Rocca
- Photographie : Maurizio Calvesi
- Montage : Franco Fraticelli
- Production : Marco Risi et Maurizio Tedesco
- Société de production : Sorpasso Film, Cinecittà et Rai Cinemafiction
- Pays :  Italie
- Genre : Comédie dramatique
- Durée : 109 minutes
- Dates de sortie : 
  -  Italie : 6 mars 1998

## Distribution
- Monica Bellucci : Giulia Giovannini
- Francesca D'Aloja : Lisa Faraone
- Marco Giallini : Enzo Di Girolamo
- Antonella Steni : Elsa Giovannini
- Silvio Vannucci : Francesco Calabrese
- Patrizia Pezza : Deborah Cristiani
- Mario Patanè : Giulio Severati
- Carmen Giardina : Arianna Frescobaldi
- Iva Zanicchi : Gina Carucci
- Max Mazzotta : Ossadipesce
- Claudio Santamaria : Cristiano Carucci
- Orazio Stracuzzi : Mario Cinque
- Maria Monti : Scintilla Sinibaldi
- Beppe Fiorello : Gaetano Malacozza
- Giovanni Ferreri : Pasquale Trecchia
- Giovanna Rei : Coticone Angela
- Ludovica Modugno

## Distinctions
Lors de la 43e cérémonie des David di Donatello, le film reçoit 2 nominations (Meilleur producteur et Meilleur décorateur).